# Romsko kulturno-umjetničko društvo Darda
Romsko kulturno-umjetničko društvo Darda (skraćeni naziv: RKUD Darda) osnovano je 29. listopada 2002. godine i isti mjesec upisano u službeni Registar udruga Republike Hrvatske  Arhivirana inačica izvorne stranice od 22. listopada 2006. (Wayback Machine) sa sjedištem u Dardi, Ulica sv. Ivana Krstitelja 109.

## Ciljevi
Okuplja Rome i nerome, odrasle i djecu, s ciljem da se njeguje kulturna tradicija i običaji Roma, da se razvija i unapređuje kulturno-umjetnički amaterizam te da se organiziraju kulturni programi. Također se radi na jačanju i učvršćivanju dobrih i humanih odnosa među ljudima te razvija i unapređuje suradnja sa srodnim organizacijama i udrugama u Hrvatskoj i drugim zemljama.

## Aktivnosti
Članovi djeluju kroz folklornu, muzičku i dramsku sekciju. Pod vodstvom Jovice Radosavljevića, predsjednika i koreografa, uvježbane su četiri koreografije koje prezentiraju običaje Roma s različitih geografskih područja.
Rad RKUD-a podržava Ured na nacionalne manjine Vlade Republike Hrvatske, čijim su donacijama kupljeni instrumenti harmonika, violina, prim, brač (glazbalo) i bukagija i sašivene nošnje za tradicionalnu igru baranjskih Roma "Mošu".

## Nastupi
- Manifestacija "Kulturno stvaralaštvo nacionalnih manjina u Republici Hrvatskoj", Zagreb, Koncertna dvorana Vatroslava Lisinskog, 7. studenog 2004. - RKUD je predstavljao romsku nacionalnu manjinu (koreografija "Mošu").

- RKUD je dvaput organizirao proslavu  Svjetskog dana Roma u Dardi.

- Na manifestaciji "Dekada za uključivanje Roma" RKUD je predstavio tradiciju baranjskih Roma.

- Na "Prvim etnosusretima folklora i pjesama nacionalnih manjina" u Pitomači RKUD se predstavio dvjema koreografijama i pjesmom koju je otpjevala Biserka Mišković, najbolji romski glas Baranje.

- Na gostovanju u Čakovcu RKUD je predstavio kulturu i tradiciju baranjskih Roma.

- RKUD je nastupao i na priredbama koje je u Dardi organizirao KUD "Branko Radičević i Makedonsko kulturno društvo "Braća Miladinovci" u Osijeku.

## Uprava
Upravljačku strukturu RKUD-a Darda predstavlja skupština, upravni odbor (predsjednik UO: Borislav Đermanović) i predsjednik (Jovica Radosavljević).